# Ève Curie
Ève Denise Julie Curie-Labouisse (París, 6 de diciembre de 1904 - Nueva York, 22 de octubre de 2007) fue una escritora francesa. Fue la segunda hija de Marie y Pierre Curie y escribió una aclamada biografía de su madre, Marie Curie, en 1937. Su vida estuvo íntimamente  ligada a los premios Nobel: tanto sus padres como su hermana, Irène Curie, fueron galardonados con el premio Nobel en Ciencias, y su marido, Henry Richardson Labouisse, Jr. recibió un premio Nobel de la Paz otorgado a UNICEF, organización de la que fue su director.
Fue doctora honoris causa por el Mills College (California), el Colegio Russell Sage y la Universidad de Rochester.

## Trayectoria

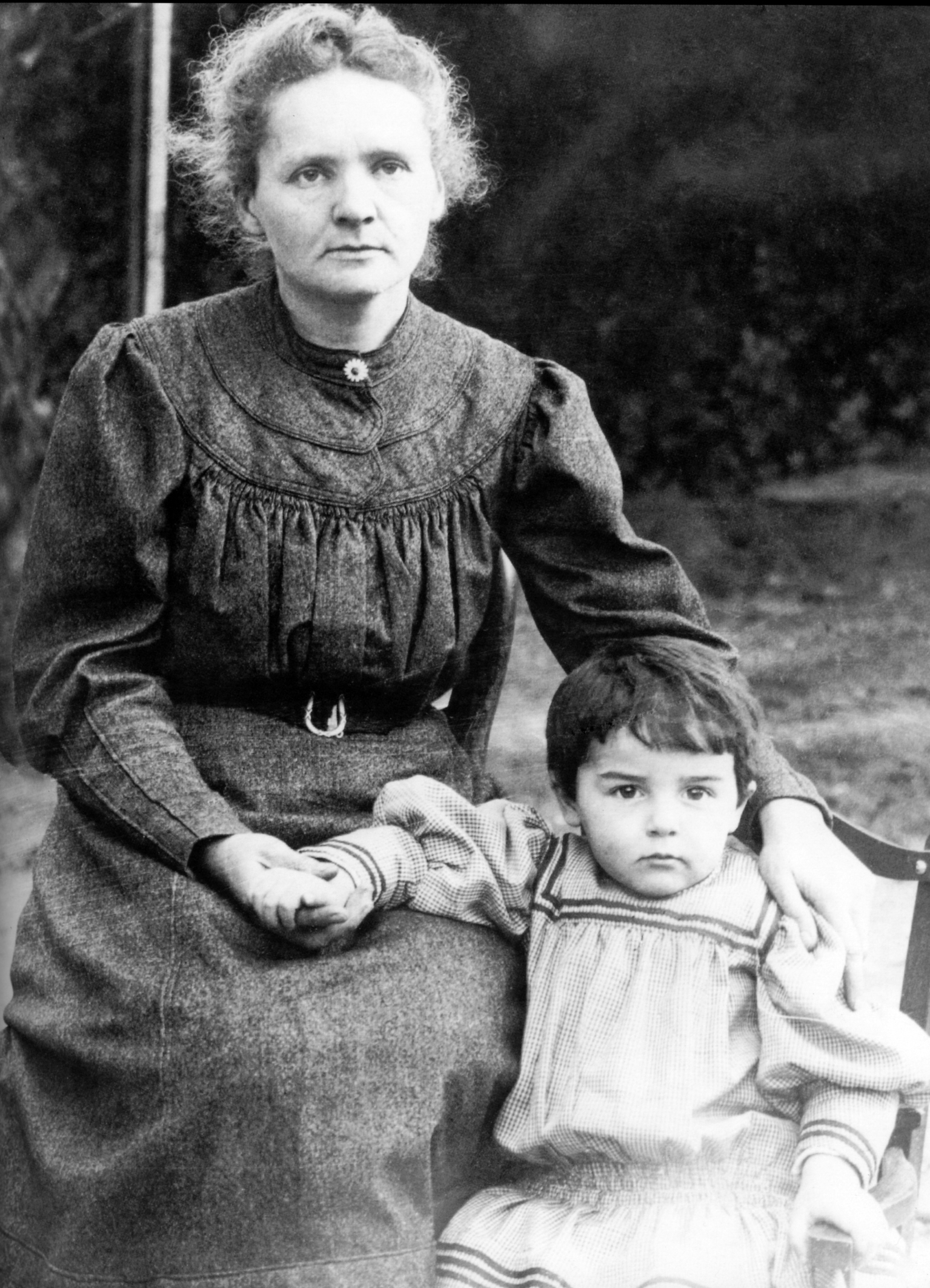
Marie Curie (a la izquierda) y su hija Ève (1908).

Ève Curie nació el 6 de diciembre de 1904 en París, Francia. Fue hija de Pierre Curie y de Marie Skłodowska-Curie, y hermana menor de Irène Curie. Creció en la casa que sus padres tenían en Sceaux.

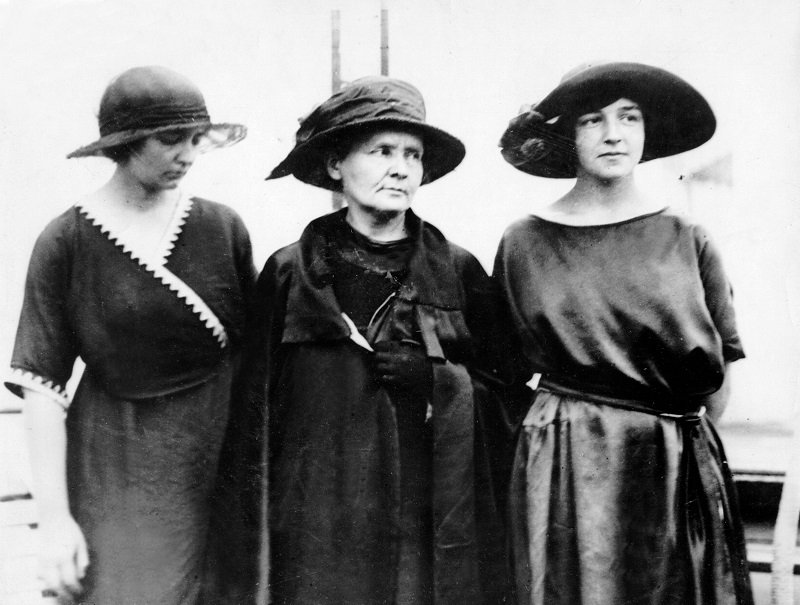
Fotografiada junto a su hermana Irène (a la izquierda) y su madre (en el centro) de visita en Nueva York (1921).

Después de la muerte de su padre en 1906 y del matrimonio de su hermana Irène con el científico Frédéric Joliot, se trasladó a vivir a París con su madre. Estudió ciencias y filosofía en el Collège Sévigné, graduándose en 1925. Fue concertista de piano realizando su primer concierto en París en 1925. Actuó en Francia y Bélgica hasta el estallido de la Segunda Guerra Mundial.
Después del fallecimiento de su madre en 1934, escribió su biografía, titulada Madame Curie, que se convirtió en superventas mundial.  Fue llevado al cine en 1943 por la Metro Goldwyn Mayer.
En 1939 se convirtió en «caballero» de la Legión de Honor y de la Orden Polonia Restituta.
En 1940, caída Francia, se instaló en el Reino Unido, donde se unió a la Francia Libre trabajando para los Aliados hasta el fin de la guerra. Escribió Journey among warriors, crónica de sus viajes sobre los frentes de la Segunda Guerra Mundial.
En 1944 fundó, junto con Philippe Barrès, el periódico Paris-Presse, que codirigió hasta 1949.
En 1944 le concedieron la Cruz de Guerra.
En 1954 se casó con Henry Labouisse, quien fue presidente de UNICEF durante 15 años. En 1958 adquirió la nacionalidad estadounidense. 
Ève Curie fue administradora de la "Fundación Curie" de 1957 a 1967, a título de representante de Marie Curie, creadora de la fundación.

## Distinciones
Ya centenaria, el 13 de julio de 2005 ascendió al rango de «Oficial» de la Legión de Honor por sus contribuciones a la causa humanitaria, condecoración que le fue entregada en el curso de una ceremonia en el local de UNICEF. Murió el 22 de octubre de 2007.

## Obras

### Ensayo
- Madame Curie (1938), París, ed. Gallimard.
- They speak for a nation, letters from France (1941), New York, Ed. Doubleday.
- Journey among warriors (1943), Londres & Toronto, Ed. W. Heinemann.
- Voyage parmi les guerriers (1946) Paris,Ed.  Flammarion.

### Teatro
- Traducción de la obra de teatro norteamericana  al francés 145, Wall Street (1933) obra en tres actos.